# Roura
Roura är en kommun i det franska utomeuropeiska departementet Franska Guyana i Sydamerika. År 2022 hade Roura 3 382 invånare.

## Befolkningsutveckling
| Befolkningsutvecklingen i Roura 1990–2021 | Befolkningsutvecklingen i Roura 1990–2021 | Befolkningsutvecklingen i Roura 1990–2021 | Befolkningsutvecklingen i Roura 1990–2021 | Befolkningsutvecklingen i Roura 1990–2021 |
| ----------------------------------------- | ----------------------------------------- | ----------------------------------------- | ----------------------------------------- | ----------------------------------------- |
|                                           |                                           |                                           |                                           |                                           |
| År                                        |                                           |                                           | Folkmängd                                 |                                           |
| 1990                                      | 1990                                      |                                           | 1 314                                     |                                           |
| 1999                                      | 1999                                      |                                           | 1 791                                     |                                           |
| 2007                                      | 2007                                      |                                           | 2 823                                     |                                           |
| 2015                                      | 2015                                      |                                           | 3 713                                     |                                           |
| 2021                                      | 2021                                      |                                           | 3 409                                     |                                           |